# Fedje
Fedje é uma comuna da Noruega, com 9 km² de área e 661 habitantes (censo de 2005).         